# Ароне
Аро̀не (на италиански: Arrone) е малко градче и община в Централна Италия, провинция Терни, регион Умбрия. Разположено е на 243 m надморска височина. Населението на общината е 2908 души (към 2011 г.).